# تفنگ کمرشکن

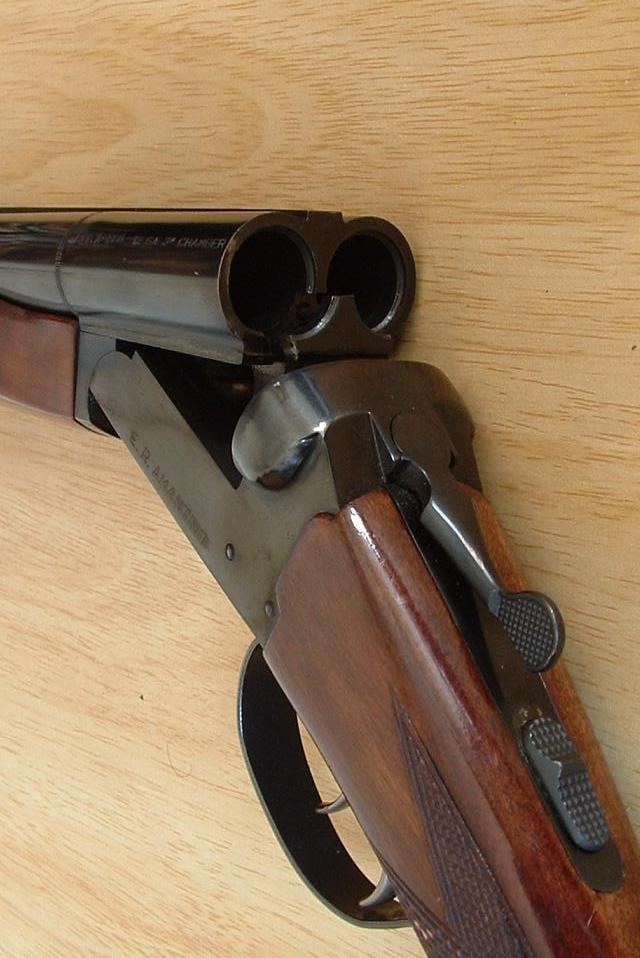
تفنگ کمرشکن

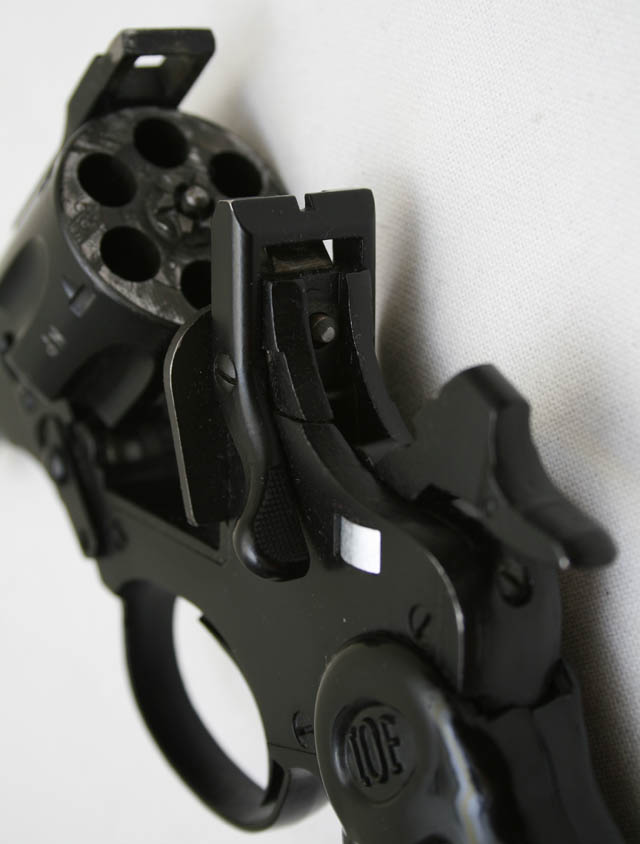
اسلحع دستی IOF 32 کمرشکن

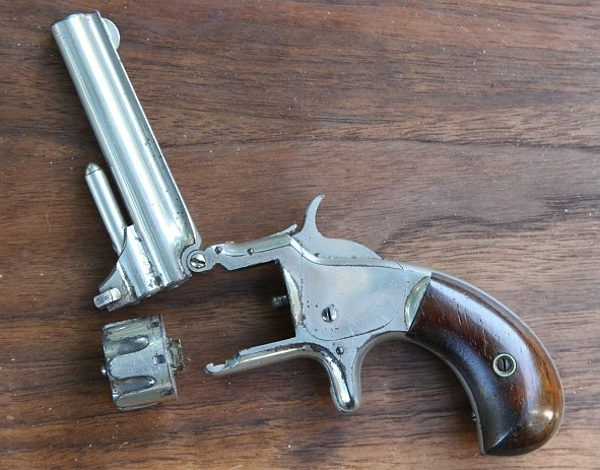
اسلحع دستی Smith & Wesson Model 1 کمرشکن

به تفنگ‌هایی که برای مسلح شدن از وسط اسلحه تا شده و شکسته می‌شوند کمرشکن می‌گویند. 